# Небезпечний бізнес (фільм, 2018)
Небезпечний бізнес (оригінальна назва англ. Gringo, «Гринго») — американський комедійний бойовик 2018 року режисера Неша Едгертона. У головних ролях — Девід Оєлово, Шарліз Терон, Джоел Едгертон. Прем'єра у США відбулась 9 березня 2018 року, в Україні — 5 квітня 2018 року.

## Сюжет
Ґрінґо працює в одній з численних фармацевтичних компаній. Звичайний планктон. Його начальниця, довгонога блондинка зі стервозним характером, відправляє його з секретною формулою медичної марихуани в Мексику, яка принесе власникам мільярди. Він навіть не здогадується, в яке кримінальне середовище незабаром потрапить. Після прибуття Ґрінґо повинен зв'язатися з місцевими наркобаронами, міжнародними дилерами і Адміністрацією з контролю над наркотиками США. Після цього Ґрінґо тільки і намагався вижити в цій країні. Його як викрадали, так і просто пробували вбити. Він ніколи не забуде цю пригоду, якщо виживе.

## Додатково
- Це друга спільна робота Шарліз Терон і Аманди Сейфрід, раніше вони разом грали у фільмі «Мільйон способів втратити голову» (2014).
- Співачка Періс Джексон — донька Майкла Джексона, дебютувала у фільмі в ролі акторки.
- Шарліз Терон ще у 2014 році зацікавилася проектом і також виступила продюсером кінострічки.

## У ролях
- Девід Оєлово — Гарольд Соїнка[1]
- Джоел Едгертон — Річард Раск[1]
- Шарліз Терон — Елейн Маркінсон[2]
- Аманда Сейфрід — Санні[1]
- Тенді Ньютон  — Бонні Соїнка[3]
- Шарлто Коплі — Мітч Раск[4]
- Періс Джексон — Неллі[5]
- Карлос Корона — Вільєгас / Чорна Пантера
- Юл Васкес — Ейнджел Вальверде[3]
- Алан Раск — Джері
- Гаррі Тредевей — Майлз[3]
- Кеннет Чой — Марті[3]
- Мелоні Діас — Мія
- Дієго Катаньо — Рональдо
- Ектор Котсіфакіс — Роберто Вега
- Башир Салагуддін — Стю
- Білл Мар — у ролі самого себе
- Мелоні Діаз — Міа